# Monastero di San Bruzio
Il monastero di San Bruzio è un monastero in rovina nella campagna a sud-est di Magliano in Toscana, in provincia di Grosseto.

## Storia e descrizione

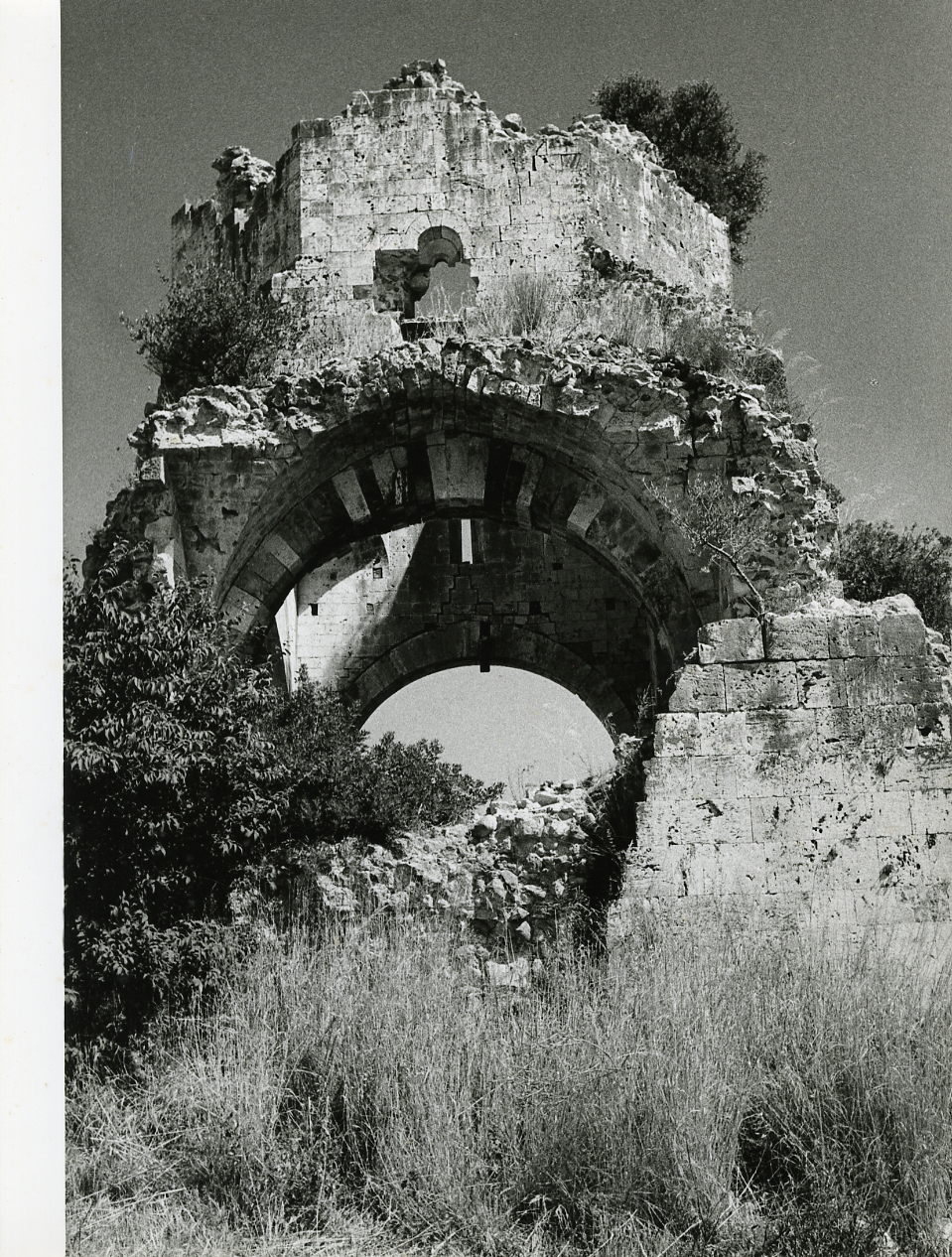
Le rovine della chiesa fotografate da Paolo Monti nel 1965

I resti della costruzione, iniziata verso il 1000 dai benedettini e terminata verso la fine del XII secolo, consistono nell'abside, nelle pareti orientali del transetto e negli archi che sostengono la cupola con i pennacchi da cui si sviluppava la calotta ottagonale e si imposta ancora la base del tiburio. I capitelli dei semipilastri, decorati con fogliami e teste antropomorfe, sono stati avvicinati a quelli di San Rabano nella comune derivazione di modelli d'Oltralpe. L'abside ha una decorazione ad archetti pensili divisi per coppie da esili semicolonne. La cortina muraria esterna è in grossi conci di travertino squadrati.